# Хиба нірвани
Хибна думка (хиба) нірвани, також помилка ідеального рішення, помилкове порівняння чогось реального чи реалізованого з нездійсненним модельним ідеалом і на цій основі винесення судження або приймання рішення.
Цей термін вперше був використаний американським економістом Гарольдом Демсецем 1969 року в економіці добробуту в аналізі економічних та політичних інститутів . Він розкритикував теорії економістів Кембриджу, таких як Пігу, Сіджвік чи Маршалл, згідно з якими державне регулювання ринків може усунути їх збої та покращити соціальний добробут. Демсец вважав, що кембриджські економісти допустили помилку, порівнюючи результати реальних, недосконалих ринкових інститутів з тими, яких може досягти ідеалізована держава, і як результат отримали хибний висновок, що реальний стан покращиться або навіть досягне ідеальних результатів шляхом втручання держави (→ Фіаско держави).
Неокласична теорія економічної політики та аналіз права та економіки підхопили і широко використовували цей термін в 1970-х роках. Історики-економіки Роджер Е. Бекхаус та Стівен Г. Медема пізніше вказали на судження Сідвіка, Маршалла та Пігу, які дійсно продемонстрували наявність проблем в державних обмеженнях.
Хиба нірвани виникає не лише у випадку, коли передбачається втручання в реальні ринки всезнаючої і могутньої держави. Демсец зауважує, що помилковим є і протилежний хід думок: коли існуючі державні інститути порівнюються з ідеальними їх моделями, у яких на ринку панує справедлива конкуренція, яка відповідає модельній концепції Homo Oeconomicus. Американський адвокат Мелвін А. Айзенберг назвав це помилкою райських ринків.
Спочатку термін використовувався лише в економіці та політиці, тепер його розуміють більш загально, наприклад як очікування, яке ґрунтується на ідеальному стані і тому може призвести до розчарування в реальності або як помилка ідеального рішення, заснована на ідеалі, який недооцінює і відкидає реалістичні рішення, унеможливлюючи досягнення стандарту.
Німецький філософ Даніель-Паскаль Цорн пояснює хибою нірвани помилки у правих популістських та лібертаріанських думках: для прикладу, очікування щирості, чесності і об'єктивності від засобів масової інформації; або переконання деяких лібертаріанських ідеологів про необмежену свободу людини. Обидві ідеї неможливо реалізувати в реальному суспільстві.
Хиби нірвани можна уникнути використовуючи для прийняття рішень реальні умови. У політичному та економічному контексті це означає, що потрібно порівнювати лише досяжні інституційні механізми. Невдачі на ринку слід протиставити можливість провалу держави і навпаки. Порівняльний інституційний аналіз, тобто порівняння реальних та можливих інституцій, дозволяє уникнути помилки.